# Metylodigoksyna
Metylodigoksyna – organiczny związek chemiczny, lek nasercowy z grupy glikozydów, ester metylowy digoksyny. 
Działa inotropowo dodatnio, zwiększa pojemność wyrzutową serca, zwalnia jego akcję (działanie chromotropowo ujemne), podwyższa ciśnienie tętnicze krwi i obniża żylne. Poprawia efektywność pracy serca. Zwiększa filtrację kłębuszkową i ilość wydalanego moczu. Dzięki rozpuszczaniu w tłuszczach ma stabilniejsze parametry niż digoksyna. Bardzo powoli wydala się z organizmu – około 22% dawki dobowej wydalane jest z moczem.

## Wskazania
- przewlekła niewydolność serca
- wybrane zaburzenia rytmu serca
- migotanie przedsionków
- wady serca

## Przeciwwskazania
- nadwrażliwość na lek
- zespół Wolffa-Parkinsona-White’a
- planowana w ciągu najbliższych 1–2 dni kardiowersja elektryczna
- niektóre odmiany częstoskurczu
- migotanie komór
- zwolniona czynność serca
- obniżony poziom potasu w surowicy krwi
- podwyższony poziom wapnia we krwi

## Działania niepożądane
- utrata apetytu
- nudności
- wymioty
- biegunka
- bóle i zawroty głowy
- senność
- osłabienie
- omdlenia
- zaburzenia widzenia
- depresja
- wysypki skórne
- zaburzenia rytmu serca

## Ostrzeżenia
W przypadku wystąpienia działań niepożądanych takich jak senność, bóle i zawroty głowy, osłabienie, zaburzenia widzenia, nie należy prowadzić pojazdów oraz obsługiwać maszyn. Należy zachować szczególną ostrożność w stosowaniu leku u kobiet w ciąży oraz karmiących piersią.
Pacjentom przyjmującym metylodigoksynę nie należy podawać dożylnie soli wapnia.

## Preparaty
- Bemecor – krople 0,6 mg/ml, roztwór do wstrzykiwań 0,1 mg/ml, tabletki 0,1 mg
- Medigox – tabletki 0,1 mg